# Lasiocnemus fascipennis
Lasiocnemus fascipennis là một loài ruồi trong họ Asilidae. Lasiocnemus fascipennis được Engel & Cuthbertson miêu tả năm 1939. Loài này phân bố ở vùng nhiệt đới châu Phi.